# 유용 (도량양후)
유용(劉容, ? ~ ?)은 전한의 제후로, 장사정왕의 후손이다.

## 생애
아버지 유순회의 뒤를 이어 도량후(都梁侯)에 봉해졌다.
시호를 양(煬)이라 하였고, 아들 유타인이 작위를 이었다.

## 출전
- 반고, 《한서》 권15상 왕자후표 上

| 선대 아버지 도량원후 유순회 | 전한의 도량후 ? ~ ? | 후대 아들 유타인 |